# 尼古拉·恰普林
尼古拉·帕夫洛维奇·恰普林（俄語：Николай Павлович Чаплин，1902年—1938年），斯摩棱斯克省人，全联盟共产党（布尔什维克）中央组织局委员、苏联共青团中央委员会第一书记，1938年被枪杀，1955年平反恢复党籍。